# GOLDEN☆BEST 渡哲也
『GOLDEN☆BEST 渡哲也』（ゴールデン☆ベスト わたりてつや）は、渡哲也のベスト・アルバム。2004年6月2日発売。発売元はユニバーサルミュージック。

## 解説
- 各レコード会社から発売されているゴールデン☆ベストシリーズの中の1枚。
- 紅白出場歴があるなど歌い手としての実績はあるが、1993年にNHK紅白歌合戦に出場して以降、歌う姿を見られる機会はほとんどない。

## 収録曲
1. くちなしの花　（3:31）
第24回 & 第44回NHK紅白歌合戦 歌唱曲
当時、石原裕次郎のポリシーに習って生放送の音楽番組には出演しない方針をとっていたのだが（あくまで俳優である、というのが理由）、1974年（第24回紅白の年）、NHK大河ドラマを病気で途中降板したことを心配したファンに「元気になった」という報告と、迷惑をかけてしまったNHKへの配慮を兼ねて出場を決めた、と云われている。
第44回紅白出演（1993年）も病気克服後であった。
牧村三枝子によって、第33回NHK紅白歌合戦で歌われた。
2. 通りゃんせ仁義　（3:54）
3. わかれ花　（4:14）
4. あじさいの雨　（3:31）
5. あいつ　（4:00）
6. みちづれ　（3:50）
牧村三枝子がこの曲を気に入ったため「歌わせて欲しい」と渡に相談したところ、快く許可してくれた上、「牧村三枝子の曲」として浸透するように、とのはからいで渡自身は一時歌う事を封印したというエピソードが牧村の口から語られたことがある。
7. 水割り　（3:25）
8. ひとり　（3:15）
9. ほおずき　（3:33）
10. 日暮れ坂　（3:52）
11. 流氷の街　（3:49）
12. めぐり逢いしのび逢い　（3:57）
多岐川裕美とのデュエット・ソング。
13. わかれ道　（3:42）
いしだあゆみとのデュエット・ソング。
14. ラストシーンは見たくない　（4:30）
松坂慶子とのデュエット・ソング。
15. 花あかり　（4:25）
牧村三枝子とのデュエット・ソング。『GOLDEN☆BEST 牧村三枝子』にも収録されている。
16. さざんかの女　（3:45）
17. 夜霧のブルース　（3:34）
18. 夜霧よ今夜もありがとう　（3:33）
オリジナルは石原裕次郎。

## 関連人物
- 石原裕次郎
- 牧村三枝子